# Trofeo Laigueglia 1970
Il Trofeo Laigueglia 1970, settima edizione della corsa, si svolse il 15 febbraio 1970, su un percorso di 160 km. La vittoria fu appannaggio dell'italiano Michele Dancelli, che completò il percorso in 4h02'09", precedendo il francese Cyrille Guimard e il connazionale Emilio Casalini. 
I corridori che presero il via da Laigueglia furono 119, mentre coloro che portarono a termine il percorso sul medesimo traguardo furono 77.

## Ordine d'arrivo (Top 10)
| Pos. | Corridore        | Squadra                  | Tempo    |
| ---- | ---------------- | ------------------------ | -------- |
| 1    | Michele Dancelli | Molteni                  | 4h02'09" |
| 2    | Cyrille Guimard  | Fagor-Mercier-Hutchinson | s.t.     |
| 3    | Emilio Casalini  | Scic                     | s.t.     |
| 4    | Ole Ritter       | Germanvox-Wega           | s.t.     |
| 5    | Davide Boifava   | Molteni                  | s.t.     |
| 6    | Luciano Armani   | Scic                     | s.t.     |
| 7    | Gerben Karstens  | Peugeot                  | s.t.     |
| 8    | Italo Zilioli    | Faemino-Faema            | s.t.     |
| 9    | Victor Van Schil | Faemino-Faema            | s.t.     |
| 10   | Carlo Brunetti   | Civitanova Marche        | s.t.     |